# في فندق بيرترام
في فندق بيرترام (At Bertram's Hotel) هي روايه لكاتبة قصص الجريمة أجاثا كريستي التي تعتبر أعظم مؤلفه في التاريخ من حيث إنشاء كتبها وعدد ما بيع منها من نسخ، وهي بلا جدال أشهر من كتب قصص الجريمة في القرن العشرين وفي سائر العصور. وقد ترجمت رواياتها إلى معظم اللغات الحية، وقارب عدد ما طبع منها ألفي مليون نسخة !

## ملخص حبكة
تروي قصة جريمة قتل وقعت أمام فندق "برترام"، قتل فيها مايكل جورمان "منادي السيارات أمام باب الفندق. هل كان القتل لإسكاته عن الإدلاء بشهادته؟ أم بسبب الحصول على ثروة؟ ومن الذي أطلق عليه الرصاص: هل هو "لاديسلاوس مالينووسكي" بطل سباق السيارات؟ أم زوجته السابقة "بيس سيد جويك"؟ أم ابنتها "إيلفيرا"؟. وشخصيتها الأساسية الآنسة ماربل التي حينما جاءت إلى لندن لقضاء إجازة خاصة وجدت في فندق بيرترام كل ما تريد: الجو التقليدي والخدمة الراقية وذكريات الأيام القديمة. لكن حاستها التي لا تخطئ تستشعر جواً من الخطر وراء المظاهر الخارجية البرّاقة للأشياء من حولها! ما هي العلاقة الخفية التي تربط سلسلة من أعمال العنف والجريمة بتلك الحادثة البسيطة: خروج واحد من ضيوف الفندق المحترمين للسفر متأخراً عن موعده؟

## شخصيات الرواية
- الآنسة ماربل: سيدة كبيرة السن ومحققة هاوية تسكن في قرية سانت ماري ميد التخيلية، وهي في رحلة إلى لندن.
- السيد هامفريز: مدير فندق بيرترام.
- الآنسة غورينج: تعمل موظفة مكتب الاستقبال في فندق بيرترام.
- روز شيلدون: مدبرة غرف تعمل في فندق بيرترام، وعملت كممثلة قبل القدوم إلى الفندق.
- السيدة سيلينا هيزي: نزيلة في الفندق.
- السيدة النبيلة إيلفيرا بليك: امرأة شابة جميلة ذات شعر كتاني طويل مسترسل مميز، وهي نزيلة في الفندق إذ عادت إلى إنجلترا بعد إمضاء وقت في الدراسة في إيطاليا.
- السيدة كاربنتر: مرافقة إيلفيرا في رحلتها من إيطاليا إلى إنجلترا.
- بريدجت: صديقة إيلفيرا المقربة من المدرسة في إيطاليا؛ الأمر غير المعروف لوصي إيلفيرا. وهي تعيش مع والدتها في حي أونسلو.
- الكولونيل ديريك لوسكومبي: وصي إيلفيرا ومقيم معها في الفندق. هو واحد من ثلاثة أشخاص يديرون شؤون ميراث إيلفيرا.
- السيدة ميلدرد ميلفورد: قريبة الكولونيل لوسكومبي التي سوف تستضيف إيلفيرا حتى عيد ميلادها الواحد والعشرين. لديها فتيات قريبات من إيلفيرا في السن، ويعشن جميعًا خارج لندن في كينت.
- السيد بولارد: مالك متجر الحلي في شارع بوند، والذي ترتاده إيلفيرا في العادة.
- بيس، السيدة سيدجويك: نزيلة في الفندق عمرها نحو أربعين سنة، ومعروفة بحياتها المليئة بالنشاطات الجريئة والزيجات المتعددة. هي والدة إيلفيرا المفقودة.
- اللورد كونيستون: الزوج الثاني لبيس، والأب الغني لإيلفيرا بليك. كان أكبر من بيس بالسن بكثير. تركته بيس عندما كان عمر ابنتهما إيلفيرا سنتين فقط، ومات كونيستون عندما كان عمر الطفلة خمس سنوات.
- هنري: يعمل هنري في الفندق بصفة مشرف فقرة الشاي المسائية، يقال إنه ’يحدد الوتيرة التي يسير بها الفندق’، فهو شبيه بالساقي المثالي.
- مايكل جورمان الملقب باسم ’ميكي’: كان يعمل كبواب ومنادٍ للسيارات في فندق بيرترام قبل بداية القصة بشهر، وهو رجل أيرلندي ذو خلفية عسكرية. إضافة إلى ذلك، هو الزوج الأول المفقود للسيدة سيدجويك، والذي تزوجت منه عندما كان عمرها ستة عشر عامًا في باليغولاند في أيرلندا. قُتل ميكي نتيجة طلق ناري أمام الفندق.
- ريتشارد إيغرتون: يعمل كمحام، وهو واحد من ثلاثة أشخاص مؤتمنين على ميراث إيلفيرا.
- غيدو: حبيب إيلفيرا عندما كانت في إيطاليا.
- المحقق كامبل: محقق شاب في سكوتلاند يارد، مكلف بالبحث عن رجل الدين المفقود.
- رئيس المحققين فريد ’الأب’ ديفي: محقق من سكوتلاند يارد يرى ارتباطًا بين قضية الشخص المفقود والسرقات الكبيرة المنتشرة في الآونة الأخيرة. ويعمل مع الآنسة ماربل.
- الرقيب وادل: المرسل من سكوتلاند يارد للقيام بالمقابلات المبدئية المتعلقة بالشخص المفقود كانون بينيفاذر.
- كانون بينيفاذر: باحث ديني خبير بشؤون اللغات القديمة ومخطوطات البحر الأسود، والذي يشتهر أيضًا بقدرته على تجاهل مرور الوقت بشكل كامل. كان يملك مظهرًا مميزًا، كرجل في مطلع الستينات من العمر لديه خصل من الشعر الأبيض.

## الترجمة العربية
- في فندق بيرترام، دار الأجيال للنشر.
- قام الاديب الراحل عمر عبد العزيز أمين بترجمة الرواية تحت عنوان «جريمة الفندق» ونشرت من دار ميوزيك للطبع والنشر.[2]